# Sinimbu

Sinimbu, municipio del estado de Rio Grande do Sul.

Sinimbu es un municipio brasileño del estado de Rio Grande do Sul.
Se encuentra ubicado a una latitud de 29º32'19" Sur y una longitud de 52º31'18" Oeste, estando a una altitud de 77 metros sobre el nivel del mar. Su población estimada para el año 2004 era de 9.785 habitantes.
Ocupa una superficie de 508,16 km².
- Datos: Q523701
- Multimedia: Sinimbu / Q523701